# أتكلم جميع اللغات لكن بالعربية
أتكلم جميع اللغات لكن بالعربية هو كتاب للكاتب المغربي عبد الفتاح كيليطو. صدر عن دار النشر الفرنسية آكت سيد، ضمن سلسلة سندباد، أنجزعبد السلام بنعبد العالي الترجمة العربية، وصدرت بعد أيام من ذلك عن دار توبقال بالدار البيضاء. يتحدث فيه الكاتب عن ازدواجية اللغة و كيف يمكن للمرء أن يكون أحادي اللسان.

## محتوى الكتاب
طرح الكاتب عبد الفتاح كيليطو في كتابه «أتكلم جميع اللغات لكن بالعربية» رحلة لغوية وفكرية عميقة، مستعرضًا العلاقة بين اللغة والهوية، مع التركيز على تجربة المتحدثين بالعربية في العالم المعاصر. حيث يعود كيليطو في الفصل الأول إلى أسطورة آدم واللغة الأم، مستلهمًا «رسالة الغفران» لأبي العلاء المعري. تشير الأسطورة إلى أن العربية كانت لغة آدم في الجنة، وأن نسيانها بعد الخطيئة كان عقابًا، ليحل محلها السريانية. يرى كيليطو أن هذا ينطبق على العرب اليوم، وخاصة المغاربيين، الذين يتعلمون لغات أجنبية «فينسون» لغتهم الأم. يعتبر هذا النسيان بمثابة عقوبة، على غرار «لا تغيير للمكان من دون عقاب».
ينتقل كيليطو إلى سيرته الذاتية اللغوية، حيث يصف تجربته كطفل في الرباط خلال الخمسينات، قبل استقلال المغرب عام 1956. كان الطفل عبد الفتاح لا يعرف سوى الدارجة. ومع دخول المدرسة "الاستعمارية"، واجه الفرنسية كلغة مكتوبة، وكذلك الفصحى التي كانت تقتصر على الكتاب والمدرسة، ولا يمكن التحدث بها في الحياة العامة دون التعرض للسخرية. هذا الموقف أدى إلى ازدواجية لسان كيليطو: يتحدث الدارجة بطلاقة وثقة، بينما يكتب بالفصحى والفرنسية بحذر دائم، خوفًا من الأخطاء المرتبطة بـ «خطيئة» الانتقال إلى لغة أخرى ونسيان اللغة الأم.
ناقش كيليطو مفهوم «اللسان المشطور» أو «المفلوق» في الفصل الثاني، وهي عبارة تعني الكذب والنفاق وازدواجية اللسان في لهجة الهنود الحمر، وتُطلق على من يتحدث أكثر من لغة. ينتصر كيليطو لصاحب اللسان المفلوق، متسائلاً كيف يمكن لدارس الأدب أن يكتفي بلغة واحدة. يضرب مثلاً من تجربته الأكاديمية عندما صمتت القاعة بعد سؤاله عن مصير الشعراء المغاربة الذين يكتبون بالفرنسية في أطروحة جامعية اقتصرت على الشعراء العرب. على عكس العرب القدماء الذين لم يحتاجوا لتعلم لغات أخرى، يرى كيليطو أن الباحث العربي اليوم لا يمكنه دراسة الأدب العربي إلا بمقارنته بآداب أخرى، خاصة الأدب الغربي. كيليطو نفسه نموذج للكاتب ذي اللسان المزدوج، حيث يكتب أعماله النقدية والتخييلية باللغتين العربية والفرنسية، مع قناعته بأن ترجمة عمله من لغة إلى أخرى غالبًا ما ينتج عنها نص مختلف تمامًا.
في الفصل الأخير، يولي كيليطو اهتمامًا خاصًا للأعمال الأدبية المغاربية المكتوبة بالفرنسية. يؤكد على أهمية هذا الإنجاز الثقافي والأدبي، ويشدد على أن الكاتب المغربي، بغض النظر عن اللغة التي يكتب بها، فإنه يفكر دائمًا بلغته الأم "المتربصة" به عبر الزمان والمكان. يشير إلى أن الكاتب العربي، كـ "كاتب مفلق" مثل كيليطو نفسه، قد يتحدث جميع اللغات، ولكن "بالعربية" في جوهره.
يقدم كيليطو في هذا الكتاب تأملاً عميقًا في علاقة الكاتب العربي بلغاته المتعددة، متناولًا التحديات والهويات المتشكلة من هذا التفاعل، ومؤكدًا على الحضور الدائم للغة الأم كعنصر أساسي في التفكير والإبداع.

## اقتباس
" لا نتحرّر من لغتنا التي تربّينا عليها في أسرتنا، والتي اعتدناها وألِفناها. فهي حتى إن كانت في حالة كمون، فإنها تظل متربصة في المناسبات جميعها"